# Eubergia
Eubergia este un gen de molii din familia Saturniidae. 

## Specii
- Eubergia argyrea (Weymer, 1908)
- Eubergia caisa (Berg, 1883)
- Eubergia radians (Dognin, 1911)